# Ragnar Söderbergs professur i ekonomi

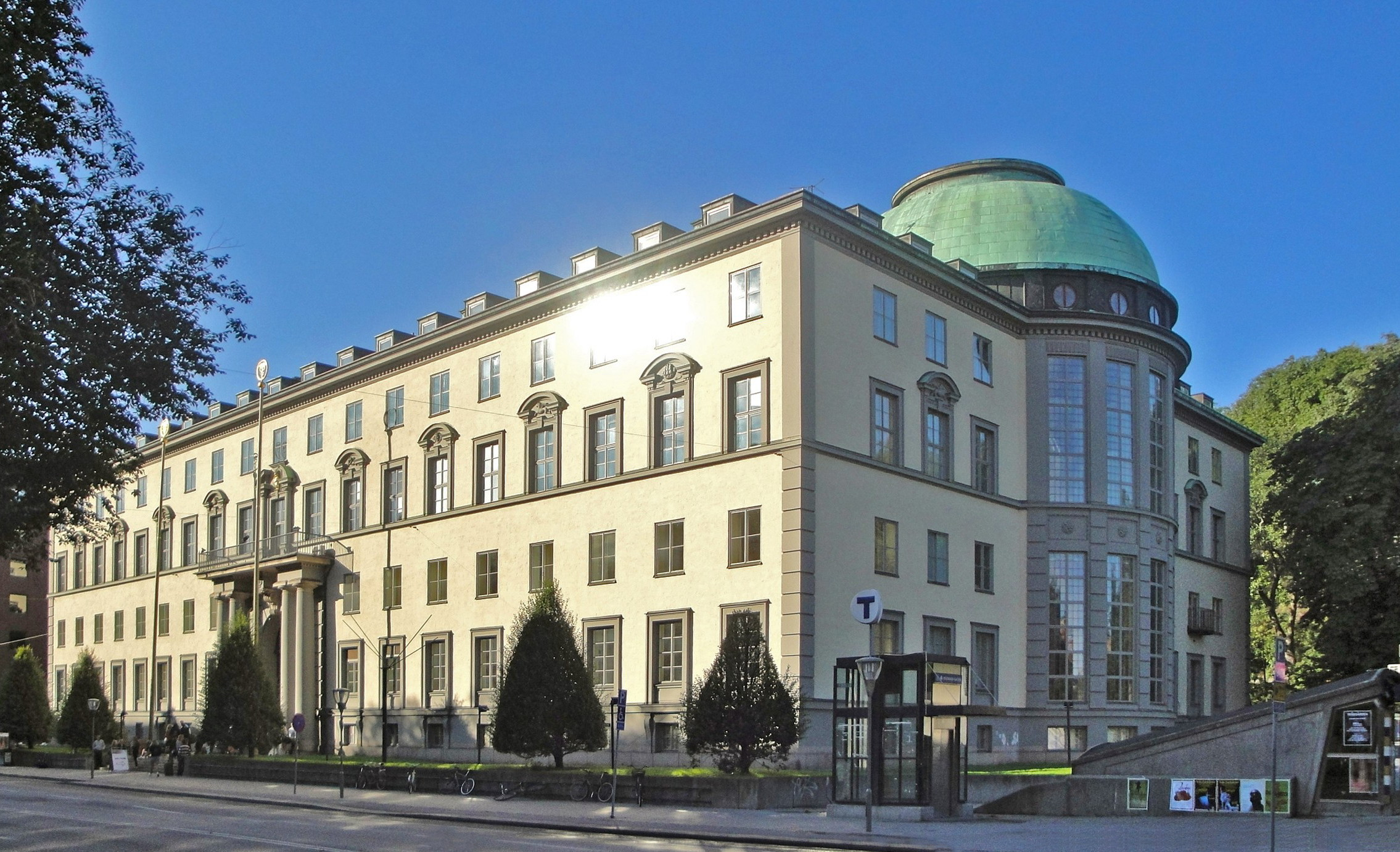
Ragnar Söderbergs professur i ekonomi är en donationsprofessur vid Handelshögskolan i Stockholm

Ragnar Söderbergs professur i ekonomi är en donationsprofessur vid Handelshögskolan i Stockholm. Professuren inrättades år 2000 genom en donation om 20 miljoner kronor från Ragnar Söderbergs stiftelse och Torsten Söderbergs stiftelse ''för att hedra minnet av Ragnar Söderberg 100 år efter hans födelse''.

## Innehavare
1. Claes-Robert Julander 2000-2004
2. Tore Ellingsen 2004-2008
3. Udo Zander 2009-2012
4. Mike Burkart 2014-2015
5. Magnus Johannesson 2016-2017
6. Pär Åhlström 2018-2019
7. Johnny Lind 2020-2021
8. Johanna Wallenius 2022-2023